# 빌 쇼튼

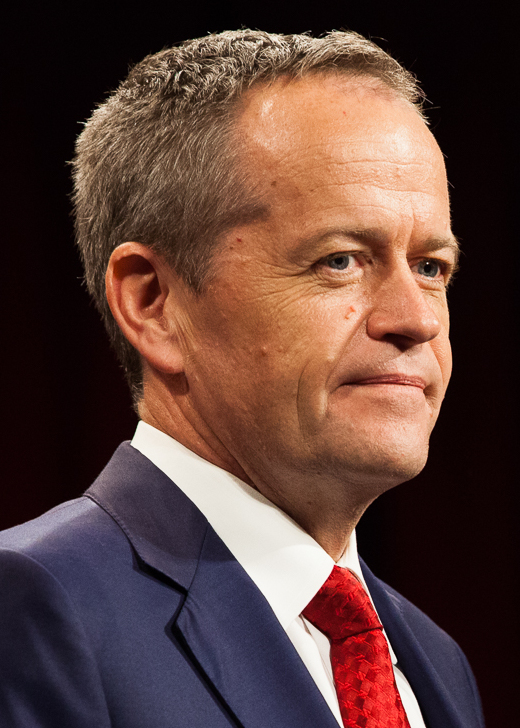
빌 쇼튼

윌리엄 리처드 쇼튼(영어: William Richard Shorten, 1967년 5월 12일 ~ )은 오스트레일리아의 정치인이다. 2013년 10월부터 현재까지 오스트레일리아 하원의 야권 대표이자 오스트레일리아 노동당의 대표를 지내고 있다.
국회 입성 전, 쇼튼은 오스트레일리아 노동자 연합의 의장(2001-2007)을 지냈으며, 오스트레일리아 노동당 빅토리아 주위원장을 지냈다. 2007년 빅토리아 주 매리버농 선거구의 국회의원으로 당선되었으며 정무차관으로 임명되었다. 2010년 총선 이후 줄리아 길라드 총리가 그를 보조회계원 및 재무공무부 장관으로 임명했으며, 2013년 재집권한 케빈 러드 총리 하에서 교육부 장관을 지냈으나, 정권 교체로 물러났다.
총선 패배 이후 곧바로 전당대회에 도전했는데, 오스트레일리아 노동당 역사상 처음으로 당원들의 참여가 허락된 전당대회로서 많은 주목을 받았다. 그는 앤서니 앨버니지를 누르고 오스트레일리아 노동당의 대표로 선출되었으며, 10월 3일 정식으로 취임했다. 이후 2016년 총선에서 오스트레일리아 노동당의 선방을 주도했다(14석 증가).
2019년 5월 18일, 총선 패배의 책임을 지고 당대표직을 사퇴할 것을 선언했다. 다만 차기 전당대회까지는 직을 유지하겠다고 밝혔다.

## 역대 선거 결과
| 선거명      | 직책명                     | 대수 | 정당                  | 1차 득표율 | 1차 득표수 | 2차 득표율 | 2차 득표수 | 결과 | 당락                   |
| ----------- | -------------------------- | ---- | --------------------- | ---------- | ---------- | ---------- | ---------- | ---- | ---------------------- |
| 2007년 선거 | 하원의원 (매리버농 선거구) | 42대 | 오스트레일리아 노동당 | 57.57%     | 45,528표   |            |            | 1위  | 매리버농 하원의원 당선 |
| 2010년 선거 | 하원의원 (매리버농 선거구) | 43대 | 오스트레일리아 노동당 | 55.38%     | 42,404표   |            |            | 1위  | 그리피스 하원의원 당선 |
| 2013년 선거 | 하원의원 (매리버농 선거구) | 44대 | 오스트레일리아 노동당 | 47.90%     | 43,162표   | 61.39%     | 55,320표   | 1위  | 매리버농 하원의원 당선 |
| 2016년 선거 | 하원의원 (매리버농 선거구) | 45대 | 오스트레일리아 노동당 | 50.52%     | 47,402표   |            |            | 1위  | 그리피스 하원의원 당선 |
| 2019년 선거 | 하원의원 (매리버농 선거구) | 46대 | 오스트레일리아 노동당 | 47.05%     | 47,487표   | 61.20%     | 61,767표   | 1위  | 그리피스 하원의원 당선 |
| 2022년 선거 | 하원의원 (매리버농 선거구) | 47대 | 오스트레일리아 노동당 | 42.35%     | 39,792표   | 62.45%     | 58,679표   | 1위  | 그리피스 하원의원 당선 |